# Gigiella milledgei
Espèce
Gigiella milledgei est une espèce d'araignées aranéomorphes de la famille des Anapidae.

## Distribution
Cette espèce est endémique d'Australie.  Elle se rencontre au Victoria et en Tasmanie.

## Description
Le mâle holotype mesure 1,51 mm et la femelle paratype 1,59 mm.

## Étymologie
Cette espèce est nommée en l'honneur de Graham A. Milledge.

## Publication originale
- Rix & Harvey, 2010 : The spider family Micropholcommatidae (Arachnida, Araneae, Araneoidea): a relimitation and revision at the generic level. ZooKeys, vol. 36, p. 1-321 (texte intégral).